# Exoristinae
Sous-famille
Les Exoristinae sont une sous-famille de diptères muscomorphes dont les larves parasitent d'autres insectes.

## Liste des tribus
Selon ITIS (18 mai 2019) :
- tribu Blondeliini
- tribu Eryciini
- tribu Exoristini
- tribu Goniini
- tribu Masiphyini
- tribu Winthemiini